# Sabina Universitas
Il Polo universitario di Rieti – Sabina Universitas è una società consortile per azioni senza fini di lucro che gestisce le attività del polo universitario di Rieti, costituito dalle sedi distaccate delle Università degli Studi di Roma "La Sapienza" e dell'Università degli Studi della Tuscia. Ha sede a Palazzo Aluffi, in via Cintia.

## Storia

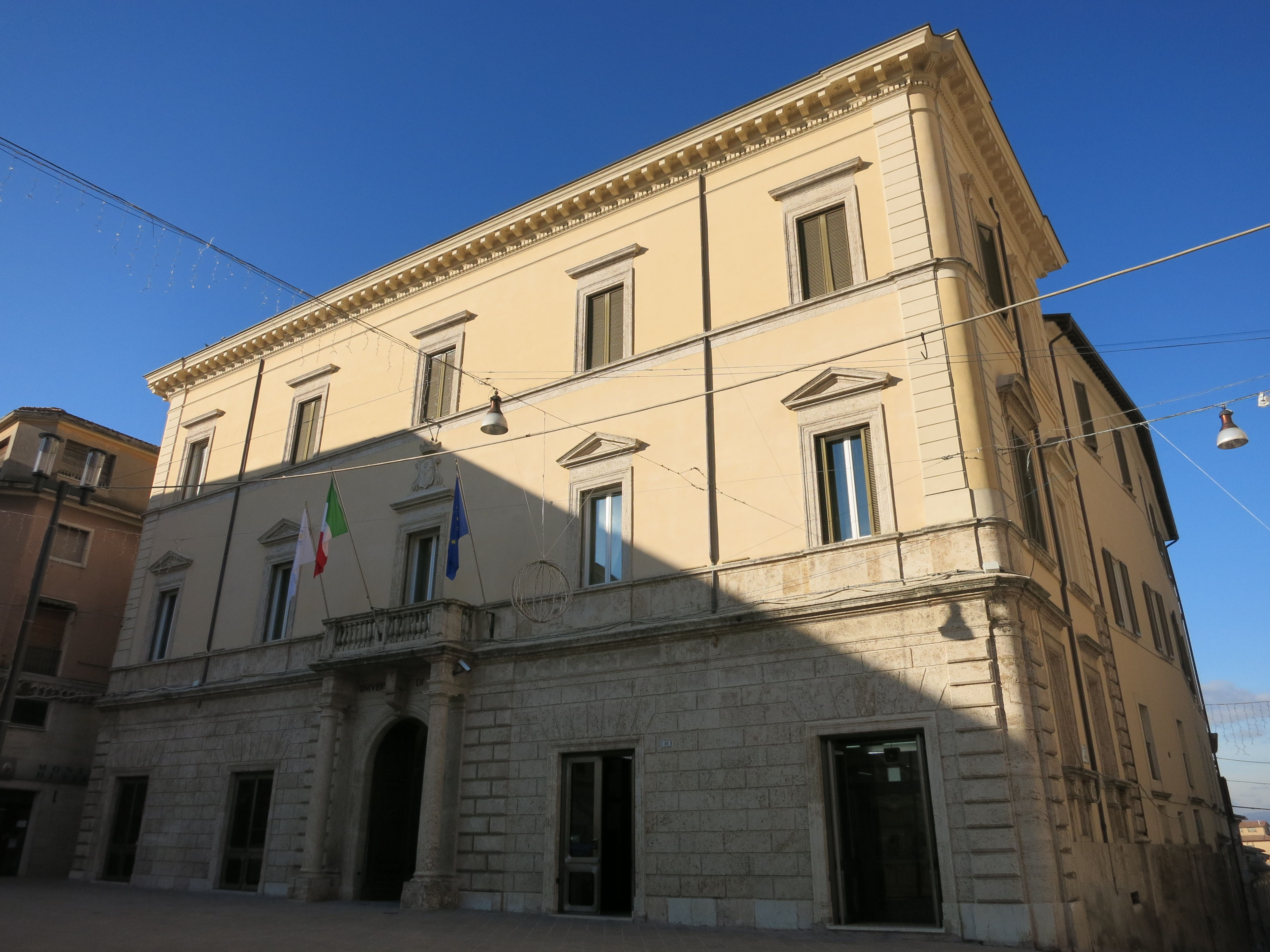
Palazzo Dosi Delfini, sede della Sabina Universitas fino al 2022

Sabina Universitas nacque nel 1994 nella forma giuridica di Fondazione, denominata Sabina Universitas, con lo scopo di promuovere l'istituzione di un polo universitario nella città di Rieti. La sede istituzionale fu, sino a giugno 2013, palazzo Vecchiarelli sito in via Roma.
La Fondazione sottoscrisse apposite convenzioni con l'Università degli Studi di Roma "La Sapienza" e l'Università degli Studi della Tuscia per l'attivazione di corsi di diplomi universitari; per i primi anni accademici si attivarono i diplomi in edilizia e in scienze infermieristiche de "La Sapienza" e il diploma in tecniche forestali e tecnologie del legno della "Tuscia". L'attuazione della riforma Berlinguer portò in seguito alla soppressione dei diplomi universitari.
Nel 2005 si costituì la società consortile per azioni "Sabina Universitas Polo universitario di Rieti", la quale ricevette in gestione tutte le attività della Fondazione e quest'ultima fu liquidata; tra i soci della nuova società consortile, oltre ai due atenei, furono coinvolti la Provincia di Rieti, il Comune di Rieti, la Fondazione Varrone, la Camera di commercio, industria, artigianato e agricoltura di Rieti e il consorzio per lo sviluppo industriale della Provincia di Rieti.

## Struttura
L'ente prevede lo svolgimento delle attività didattiche nelle tre macro aree:
- Agraria ‒ afferente all'Università degli Studi della Tuscia
- Ingegneria ‒ afferente all'Università degli Studi di Roma "La Sapienza"
- Medicina ‒ afferente all'Università degli Studi di Roma "La Sapienza"

Fino al 2022 la sede si trovava presso palazzo Dosi Delfini in piazza Vittorio Emanuele II. Dall'ottobre del 2016 le attività didattiche hanno iniziato a svolgersi nello stesso edificio scolastico di via Angelo Maria Ricci dove si trovavano le strutture sportive e la mensa universitaria.
Nel 2022 è stata inaugurata la nuova sede di Palazzo Aluffi.

## Dati societari
Al 2017 il capitale del "Polo universitario Sabina Universitas", società consortile per azioni, era detenuto per il 24% dal comune di Rieti, per il 24% dalla provincia di Rieti e per il 24% dalla Fondazione Varrone, mentre il restante 28% è suddiviso tra camera di commercio, consorzio per lo sviluppo industriale, ASL, ordine degli ingegneri e altri soci minori.